# Кононова, Людмила Павловна
Людмила Павловна Кононова (7 января 1976 года, посёлок Семиозерье, Архангельская область — 10 июля 2023 года, Архангельск) — российский политик, представитель от законодательного (представительного) органа государственной власти Архангельской области в Совете Федерации ФС РФ (2013—2018), первый заместитель председателя Комитета Совета Федерации по социальной политике, депутат Архангельского областного Собрания депутатов (2018—2023).

## Биография
Родилась 7 января 1976 года в посёлке Семиозерье Архангельской области. После школы поступила на исторический факультет Поморского государственного университета имени М. В. Ломоносова, который окончила в 1998 году. Получила специальность учителя истории и социально-политических наук.
В 2004 году окончила аспирантуру, получив учёную степень кандидата исторических наук.
Была замужем, воспитывала сына.
Скончалась 10 июля 2023 года на 48-м году жизни.

### Профессиональная деятельность
09.1998 — 04.2004 учитель истории МОУ «Средняя общеобразовательная школа № 24 с углубленным изучением предметов художественно-эстетического направления», г. Архангельск;
В 2002—2004 годах состояла в партии «Яблоко».
05.2004 — 01.2005 юрисконсульт ООО «А. Р. М. НОРД», г. Архангельск;
01.2005 — 06.2005 доцент кафедры теории и истории государства и права юридического факультета ГОУ ВПО «Поморский государственный университет имени М. В. Ломоносова», г. Архангельск;
07.2005 — 11.2006 юрисконсульт ООО «А. Р. М. НОРД», г. Архангельск;
11.2006 — 08.2009 юрист, советник генерального директора по административно-правовым вопросам ОАО «Архангельская областная энергетическая компания» (ОАО «АрхоблЭнерго»), г. Архангельск;
08.2009 — 10.2009 доцент кафедры теории и истории государства и права юридического факультета ГОУ ВПО «Поморский государственный университет имени М. В. Ломоносова», г. Архангельск;
10. 2009 — 07.2010 начальник организационно-правового управления, заместитель генерального директора по правовым вопросам ОАО «Архангельская областная энергетическая компания», г. Архангельск;
07.2010 — 03.2012 избрана на муниципальную должность — председатель Архангельского городского Совета депутатов (15.12.2010 — Архангельский городской Совет депутатов переименован в Архангельскую городскую Думу);
с 22 марта 2012 заместитель Губернатора Архангельской области по социальным вопросам;
3 сентября 2013 года, будучи кандидатом в депутаты на выборах в Архангельское областное Собрание депутатов, Л. П. Кононова заявила на совещании в Устьянском районе, что если на выборах будут зафиксированы низкие результаты за «Единую Россию» (менее 55 %), то район в дальнейшем будет финансироваться по «остаточному принципу».
С 25 сентября 2013 года до сентября 2018 года — член Совета Федерации от Архангельской области. Избрана депутатом Архангельского областного Собрания депутатов 9 сентября 2018 года по списку партии «Единая Россия».
В 2018 году избрана депутатом Архангельского областного Собрания депутатов VII созыва, до последних дней жизни работала в составе его комитета по социальной политике и здравоохранению, без отрыва от основной деятельности — советника председателя Федерального фонда обязательного медицинского страхования.
Награждена медалью ордена «За заслуги перед Отечеством» II степени и медалью МЧС России «За спасение погибающих на водах» (2015).